# Bad Hofgastein
Bad Hofgastein (fino al 1936 Hofgastein) è un comune austriaco di 6 884 abitanti nel distretto di Sankt Johann im Pongau, nel Salisburghese; ha lo status di comune mercato (Marktgemeinde).
Stazione sciistica, ha ospitato tra l'altro i Campionati austriaci di sci alpino e di sci nordico 1923, i Campionati austriaci di sci alpino e di sci nordico 1948 e i Campionati austriaci di sci alpino 1958.